# Eusynthemis ursula
Eusynthemis ursula – gatunek ważki z rodzaju Eusynthemis należącego do rodziny Synthemistidae.